# Life with Judy Garland: Me and My Shadows
Life with Judy Garland: Me and My Shadows (br: A Vida com Judy Garland: Eu e Minhas Sombras) é uma minissérie estadunidense de 2001 dirigida por Robert Allan Ackerman, baseada no livro de 1998, Me and My Shadows: A Family Memoir, escrito por Lorna Luft, filha da lendária cantora e atriz Judy Garland. A minissérie foi originalmente transmitida em duas partes na rede ABC em 25 e 26 de fevereiro de 2001.

## Elenco
- Judy Davis ...Judy Garland
  - Carley Alves ...Judy (aos 2 anos)
  - Tammy Blanchard ...Judy (dos 13 aos 17 anos)
- Hugh Laurie ...Vincente Minnelli
- Victor Garber ...Sid Luft
- John Benjamin Hickey ...Roger Edens
- Sonja Smits ...Kay Thompson
- Alison Pill ...Lorna Luft jovem
- Aidan Devine ...Frank Gumm
- Marsha Mason ...Ethel Gumm
- Lindy Booth ...Lana Turner
- Al Waxman ...Louis B. Mayer
- Dwayne Adams ...Mickey Rooney
- Jayne Eastwood ...Lottie
- Martin Randez ...Mark Herron
- Hume Baugh ...Mickey Deans
- Cynthia Gibb ... narradora (Lorna mais velha)

## Prêmios e indicações
A minissérie ganhou diversos prêmios, incluindo cinco Emmys e um Globo de Ouro:
- Emmy Awards:
  1. Melhor Atriz em Minissérie ou Filme para TV (Judy Davis)
  2. Melhor Atriz Coadjuvante em Minissérie ou Filme (Tammy Blanchard)
  3. Melhor Figurino - Minissérie, Filme ou Especial
  4. Melhor Penteado – Minissérie ou Telefilme
  5. Melhor Maquiagem para Minissérie, Filme ou Especial para TV (Pamela Roth)
- Globo de Ouro:
  1. Melhor Atriz em Minissérie ou Filme para TV (Judy Davis)[2]